# Phyllota grandiflora
Phyllota grandiflora är en ärtväxtart som beskrevs av George Bentham. Phyllota grandiflora ingår i släktet Phyllota och familjen ärtväxter. Inga underarter finns listade i Catalogue of Life.